# 巴凯瓦尔
巴凯瓦尔（Bakewar），是印度北方邦Etawah县的一个城镇。总人口13053（2001年）。

## 人口
该地2001年总人口13053人，其中男性6908人，女性6145人；0—6岁人口2307人，其中男1235人，女1072人；识字率59.47%，其中男性为66.82%，女性为51.20%。